# Blanche Maupas (téléfilm)
Blanche Maupas est un téléfilm français réalisé par Patrick Jamain, diffusé le 11 novembre 2009 sur France 2.

## Synopsis
En 1914, Théophile et Blanche Maupas forment un couple d'instituteurs en poste au Chefresne dans la Manche, lorsque la Première Guerre mondiale éclate. Théophile est alors mobilisé, incorporé au 336e régiment d'infanterie et envoyé sur le front de Champagne à Souain.
À la fin de l'hiver 1915, les combats sont féroces et l'assaut français contre les lignes allemandes est un véritable échec : les hommes ont refusé de sortir des tranchées et d'aller se battre. Les généraux décident alors de faire fusiller quatre caporaux pour l'exemple, Théophile est l'un d'eux. Blanche Maupas décide alors de mener le combat contre l’état-major français pour réhabiliter son mari.

## Fiche technique
- Réalisateur : Patrick Jamain
- Scénario : Alain Moreau, d'après l'œuvre de Macha Séry et Alain Moreau, La veuve de tous les fusillés
- Musique : Pierre-Luc Jamain et Julien Chirol
- Dates de diffusion : 11 novembre 2009 et 10 novembre 2012 sur France 2, 2 août 2014 sur France 3
- Durée : 90 minutes

## Distribution
- Romane Bohringer : Blanche Maupas
- Thierry Frémont : Théophile Maupas
- Jean-François Garreaud : Albert, le maire
- Sören Prévost : Vétard
- Yves Afonso : Elzéard, le facteur
- Xavier Maly : le curé
- François-Régis Marchasson : Marc Rucart
- Serge Dupuy : Mauricet
- Michel Bompoil : Paul Boudet
- Loudia Gentil : Léone Manière
- Romain Redler : Justin Manière
- Ségolène Point : Germaine Chahurneau
- Jean-Pierre Loustau : Serge Blondin
- Patrice Melennec : Le Ministre de la Guerre
- Matthieu Rozé : le lieutenant
- François Bureloup : l'officier
- Mathieu Busson : Robinson
- Stefan Elbaum : le capitaine

## Autour du téléfilm
Le tournage a eu lieu notamment à Theuville dans le Val-d'Oise.